# Пан
Пан (грч. Πάν, лат. Pan) је, према грчкој митологији бог шума, ловаца и пастира. Син Хермеса и нимфе Дриопе, или син Зевса и нимфе Ениде.

## Митологија
Пан се родио са козјим ногама, роговима и брадом, па је његову мајку, када га је угледала обузео страх и одмах је побегла од њега и напустила га.
Хермес је, када је видео шта је мајка учинила, прихватио младог Пана и одвео га на Олимп.
На Олимпу, богови, када су га угледали, су почели толико да се смеју његовом изгледу, да је млади Пан, обузет стидом и срамотом побегао у аркадијску шуму и тамо се сакрио. У шуми је одрастао сам, напуштен од свих, па је и касније највише волео да долази баш у ту шуму.
Пан се бавио напасањем стоке и свирањем у фрулу, а највише је волео да се дружи са нимфама и сатирима, мада је знао да се придружи и веселом друштву бога вина Диониса.
Од богова, Пан је највише волео Аполона, кога је научио неким облицима врачања, мада је знао да ће се то директно одразити на његово властито пророчиште у Аркадији, јер је Аполон био окренут пророчишту у Делфима.
Људима је Пан био веома наклоњен, а највише је волео пастире којима је и много помагао када су чували своја стада. Али једна његова особина је била толико изражена да су сви морали водити рачуна када Пан спава. Када би Пана неко изненада пробудио, он би се тако бацио и викао на необазривог човека, да би овога обузео „паничан страх“. Догађало се, да својим понашањем, појавом и виком, испуни паником и читаве војске, па су Атињани веровали да је он у Маратонској бици својом галамом заплашио Персијанце који су се дали у бекство. захвални због тога, Атињани су му подигли храм у пећини на северној страни Акропоља. Храм је пронађен пред крај деветнаестог века.
Пан је првобитно живео у шумама Аркадије, а затим су га људи сретали и на другим деловима Грчког света, а касније и у римском свету, где се изједначио са старим богом Фауном.

### Љубави Пана
Постоји много митолошких извора који говоре о Пановим љубавним проблемима. 
- Када се Пан заљубио у нимфу Питију, и када га је она угледала, она се од страха одмах претворила у оморику.
- Када се Пан заљубио у нимфу Сирингу, и када га је она угледала, у страху је одлучила да се баци у мочвару где се претворила у трску.
- Панову наклоност је једино прихватила несретна нимфа Ехо, којој Нарцис није узвратио љубав, али и она је на крају одбила Пана.
- Пан се, док га је учио да свира на фрули, заљубио и у Дафнида, који је био син бога Хермеса.
- Његов највећи љубавни успјех био је када је завео Селену, богињу Мјесеца.

### Култ Пана
Увођење култа бога Пана има своју историјску потврду у маратонској бици из које се може видети колико су Грци веровали у своје митове. Пре саме маратонске битке Атињани су послали Филипида да отрчи у Спарту и затражи помоћ. На путу ка Атини, Филипид је срео Пана и потом је Пан отишао на Маратон.
Култ Пана се проширио по целој Грчком свету, јер се веровало да је помогао Атињанима да победе на Маратону.
За Пана је речено у химни у Хермесову част да је имао козје ноге, два рога, био бучан и насмијан, што указује на то да је Хермес био попримио обличје не смртника него јарца. Крижанци попут Пана или су одраз збрке слојева или преобразбе краља у свету животињу. Чини се да је Пан заправо примитивнији облик онога аркадијског бога стада од кога се развио и Хермес. За Пана се веровало да је он једини бог који је био смртан.

## Поистовећење са Сатаном
Кад је, у време владавине цара Тиберија, египатски Тамус пловио према Италији, три пута је чуо глас који му рекао да је велики бог Пан мртав и да он то треба свима да саопшти. Због тога је у средњем веку, у разним теолошким разматрањима, тај велики Пан изједначен са Сотоном или Христом.
Култ Пана је био популаран у викторијанском и едвардијанском неопаганзиму.